# 聖伊內斯 (馬拉尼昂州)

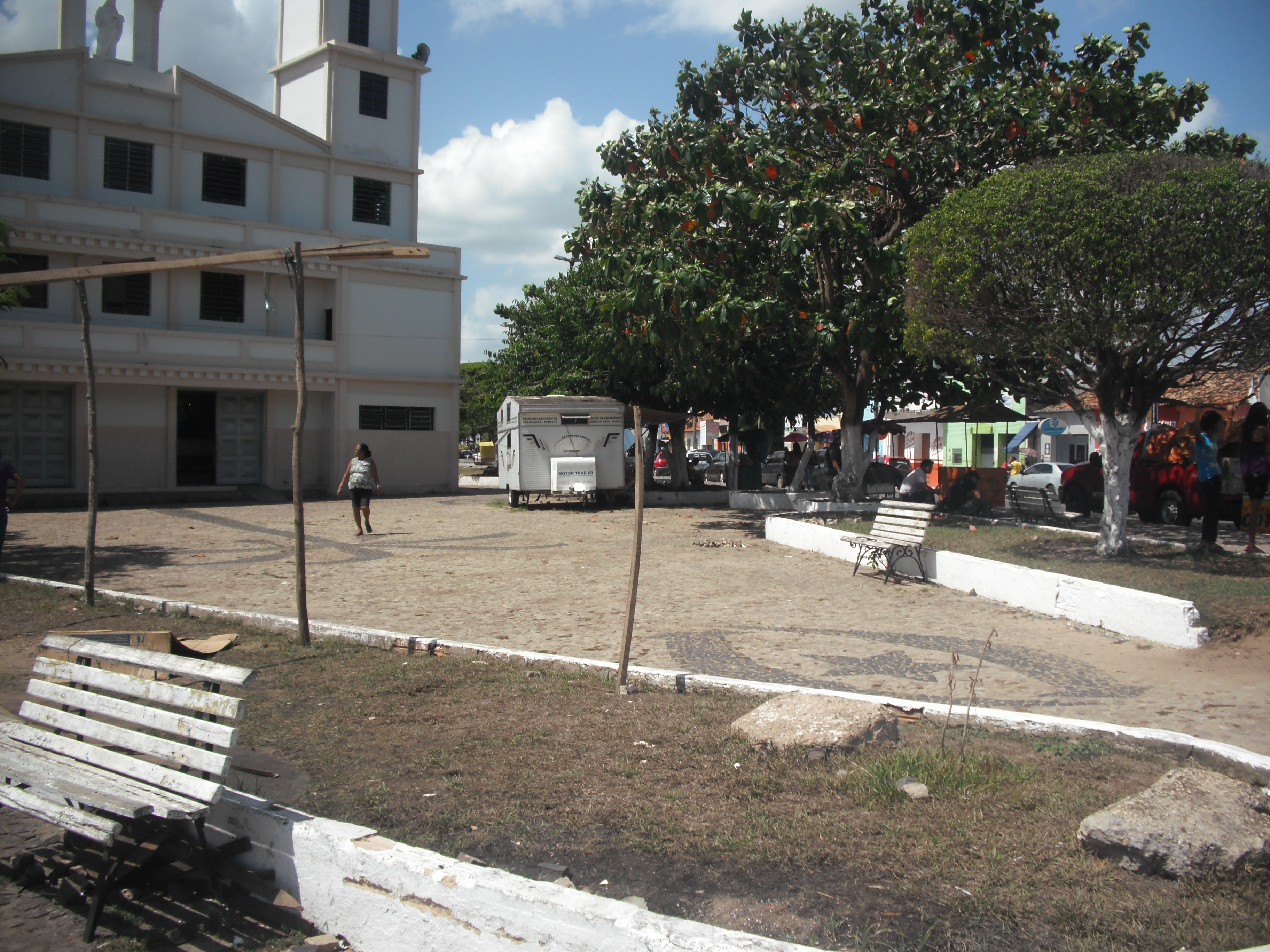
聖伊內斯

聖伊內斯（葡萄牙語：Santa Inês）是巴西的城鎮，位於該國東北部，由馬拉尼昂州負責管轄，始建於1967年3月14日，面積381平方公里，海拔高度24米，2014年人口82,680，人口密度每平方公里202.76人。